# Scorpions revisited
Albums de Uli Jon Roth
Under a Dark Sky
(2008) Tokyo Tapes Revisited - Live in Japan
(2016)
Scorpions Revisited est un album du guitariste allemand et ex-membre du groupe Scorpions, Uli Jon Roth. il est sorti le 10 février 2015 sur le label allemand UDR Music.

## Historique
Cet album est composé de titres qu'Uli Jon Roth a enregistré à l'origine entre 1973 et 1978 lorsqu'il était le guitariste du groupe de hard rock allemand, Scorpions. Ils sont ici réactualisés et pour certains (The Sails of Charon, Dark Lady...) présentés dans une version rallongée.
Les titres qui composent cet album ont été enregistrés dans les conditions proches de l'enregistrement public. Pour cela, Roth et ses musiciens ont investi, du 14 au 17 octobre 2013, l'amphithéâtre du collège Robert-Koch de Langenhagen, une ville proche de Hanovre en Allemagne. Cet endroit fut choisi pour sa bonne acoustique et surtout parce que c'est ici qu'Uli fit ses premiers concerts avec son premier groupe Dawn Road, et que cet endroit servira de salle de répétition pour les Scorpions. Il faut aussi savoir que le directeur de ce collège lors de cet enregistrement fut Achim Kirschning, ancien claviériste de Dawn Road et pendant une courte période membre des Scorpions (il joue sur l'album Fly to the Rainbow).
Quelques enregistrements supplémentaires furent effectués en studios et l'album fut produit par Uli et Sascha Paeth.
Après la sortie de cet album, Uli Jon Roth et ses musiciens feront une grande tournée mondiale qui traversera l'année 2016 et continuera en 2017 sous le nom de "Tokyo Tapes Revisited".

## Liste des titres
Cd 1
| No | Titre                                      | Auteur                | Durée |
| -- | ------------------------------------------ | --------------------- | ----- |
| 1. | The Sails of Charon (Taken by Force, 1977) | Roth                  | 8:50  |
| 2. | Longing for Fire (In Trance, 1975)         | Rudolf Schenker, Roth | 2:50  |
| 3. | Crying Days (Virgin Killer, 1976)          | Schenker, Klaus Meine | 5:35  |
| 4. | Virgin Killer (Virgin Killer, 1976)        | Roth                  | 3:58  |
| 5. | In Trance (In Trance, 1975)                | Schenker, Meine       | 6:44  |
| 6. | Sun In My Hand (In Trance, 1975)           | Roth                  | 4:48  |
| 7. | Yellow Raven (Virgin Killer, 1976)         | Roth                  | 4:50  |
| 8. | Polar Nights (Virgin Killer, 1976)         | Roth                  | 7:35  |
| 9. | Dark Lady (In Trance, 1975)                | Roth                  | 8:19  |

Cd 2
| No  | Titre                                         | Auteur                     | Durée |
| --- | --------------------------------------------- | -------------------------- | ----- |
| 1.  | Catch Your Train (Virgin Killer, 1976)        | Schenker, Meine            | 3:16  |
| 2.  | Evening Wind (In Trance, 1975)                | Roth                       | 5:39  |
| 3.  | All Night Long (Tokyo Tapes, 1978)            | Roth, Meine                | 3:11  |
| 4.  | We'll Burn the Sky (Taken by Force, 1977)     | Schenker, Monika Dannemann | 8:33  |
| 5.  | Pictured Life (Virgin Killer, 1976)           | Roth, Schenker, Meine      | 3:12  |
| 6.  | Hell-Cat (Virgin Killer, 1976)                | Roth                       | 3:00  |
| 7.  | Life's Like a River (In Trance, 1975)         | Roth, Schenker, Fortmann   | 3:05  |
| 8.  | Drifting Sun (Fly to the Rainbow, 1974)       | Roth                       | 6:40  |
| 9.  | Rainbow Dream Prelude (titre inédit)          | Roth                       | 4:00  |
| 10. | Fly to the Rainbow (Fly to the Rainbow, 1974) | Roth, Schenker             | 11:36 |

## Musiciens
- Uli Jon Roth: guitares, chant
- Nathan James: chant
- Niklas Turman: guitares, chant
- Jamie Little: batterie, percussions
- Ule W. Ritgen: basse
- Corvin Bahn: claviers
- David Klosinski: guitares
- Liz Vandall: chant (Pictured Life)

## Charts
| Pays         | Durée du classement | Meilleur classement |
| ------------ | ------------------- | ------------------- |
| Allemagne    | 1 semaine           | 83e                 |
| Belgique (W) | 3 semaines          | 132e                |